# Agnes Nixon
Pour les articles homonymes, voir Nixon.
Agnes Nixon, née le 10 décembre 1922 à Chicago (Illinois, États-Unis) et morte le 28 septembre 2016 à Haverford (Pennsylvanie), est une scénariste américaine.

## Biographie
Agnes Nixon est décédée des suites de complications de la maladie de Parkinson.

## Filmographie
- 1951 : C'est déjà demain (Search for Tomorrow), série télévisée (coauteur)
- 1951 : Studio One, série télévisée
- 1956 : As the World Turns, série télévisée
- 1993 : All My Children: Daytime's Greatest Weddings, vidéo
- 2004 : Daytime's Greatest Weddings, vidéo